# Alexander Calder
Alexander Calder (n. 22 iulie 1898, Lawnton, Pennsylvania - d. 11 noiembrie 1976, New York) a fost un sculptor și artist american. A inventat sculptura mobilă. În plus, Alexander Calder a creat, de asemenea, picturi, litografii, jucării, tapiserii, bijuterii și obiecte de uz casnic.

## Galerie

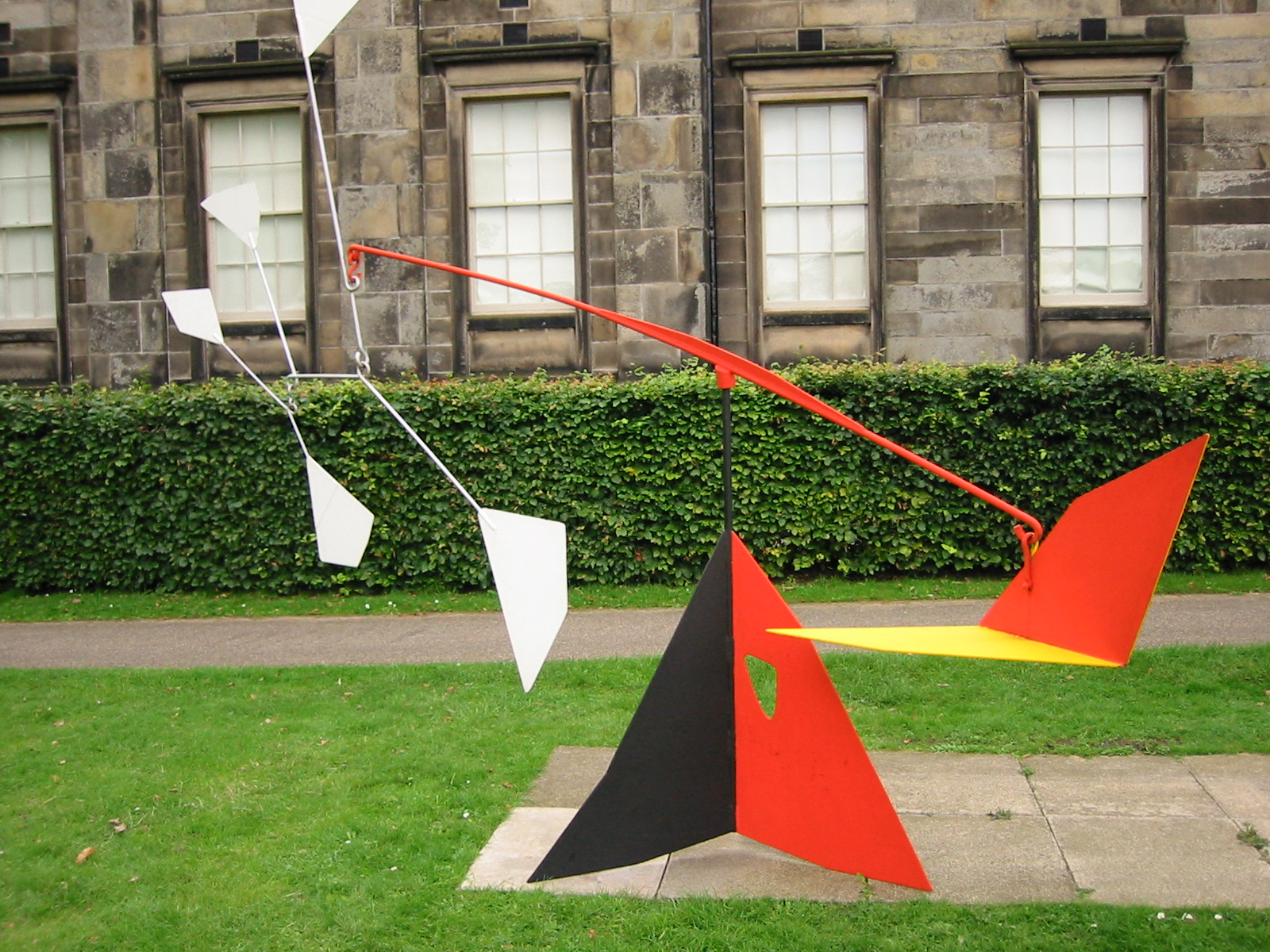
L'empennage (1953), Scottish National Gallery of Modern Art
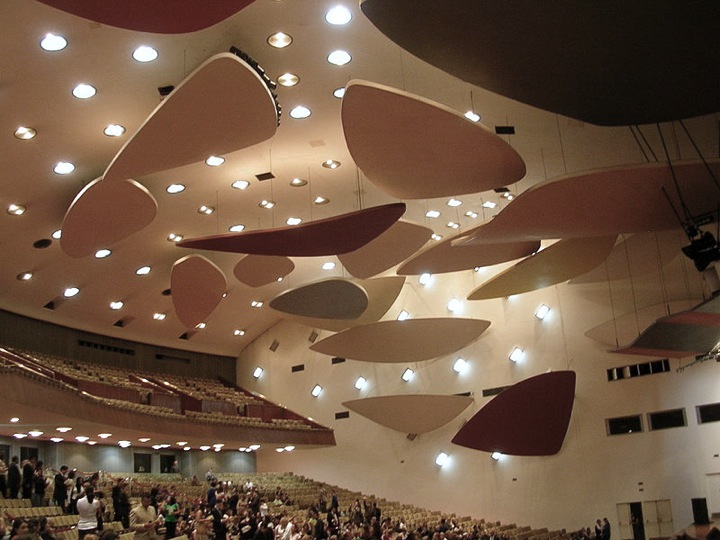
Nubes Flotantes (1953), Aula Magna de la Universidad Central de Venezuela, Caracas, Venezuela
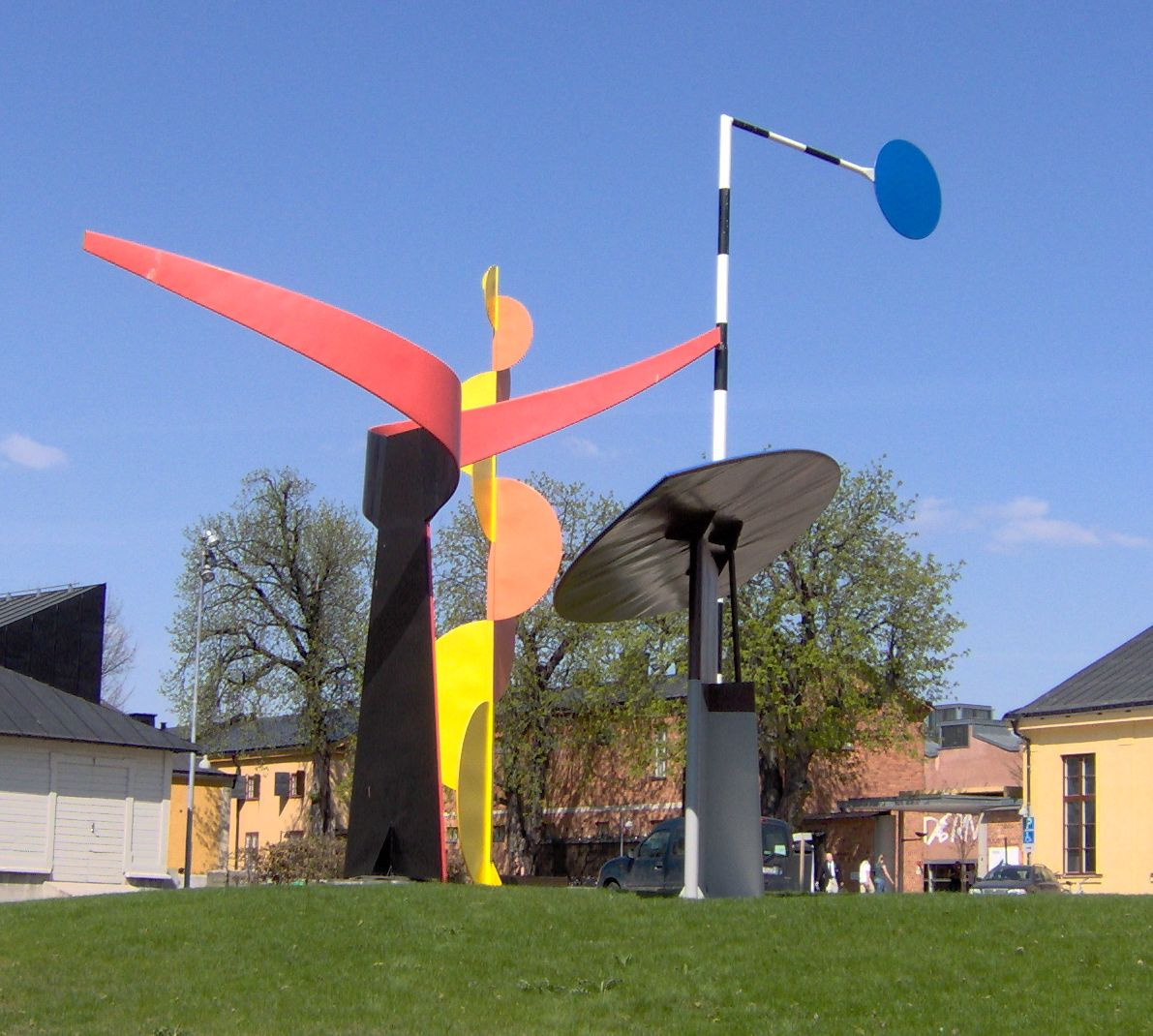
The Four Elements (1961), Moderna Museet, Stockholm, instalație în fața muzeului
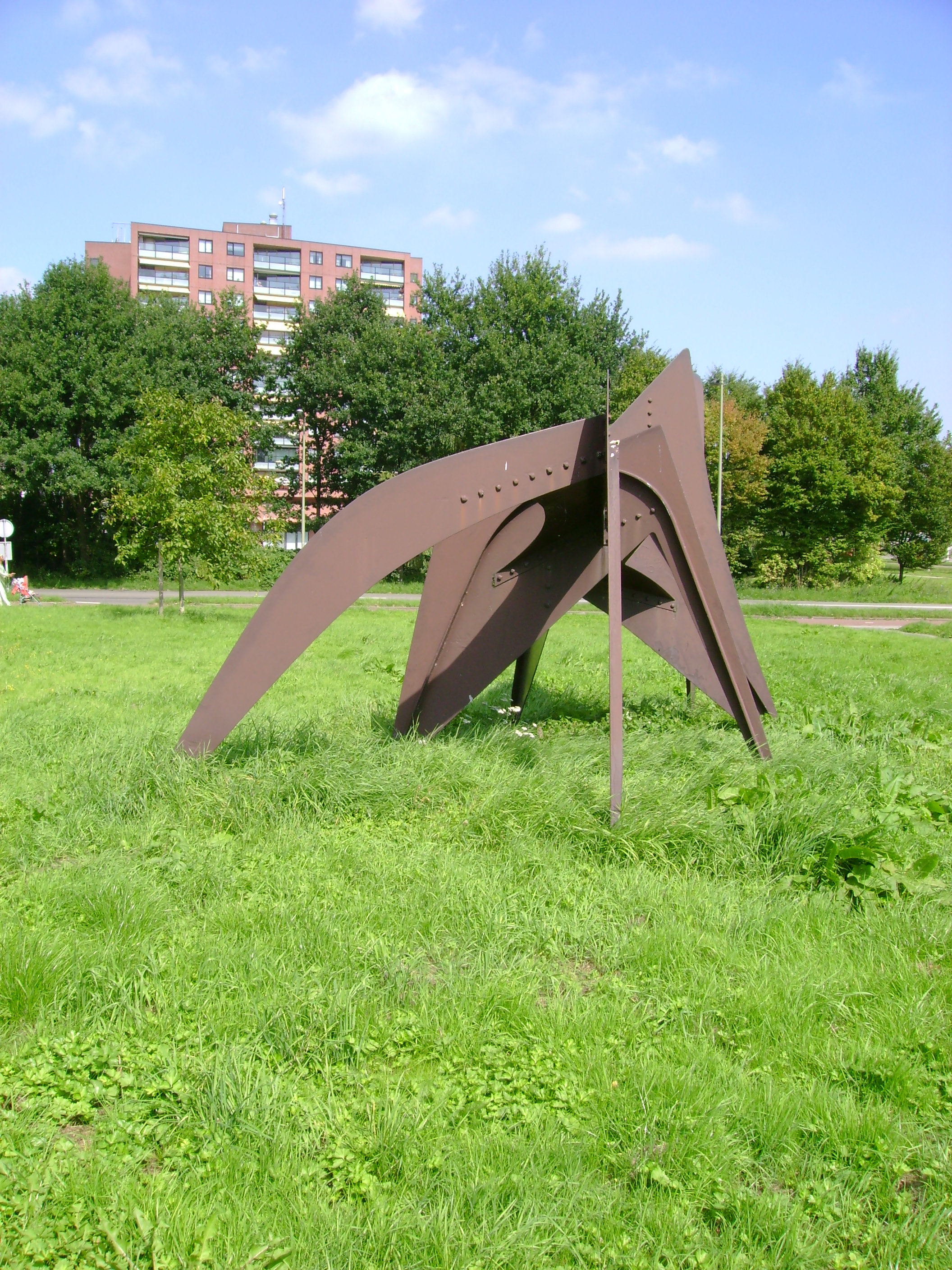
Le Tamanoir (1963), Rotterdam, Olanda
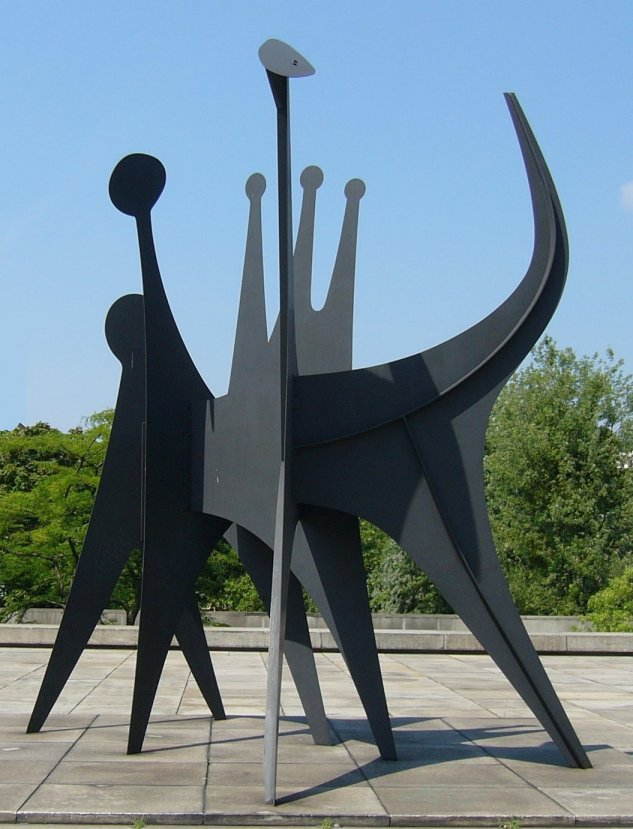
Têtes et Queue (1965), Berlin, Germania
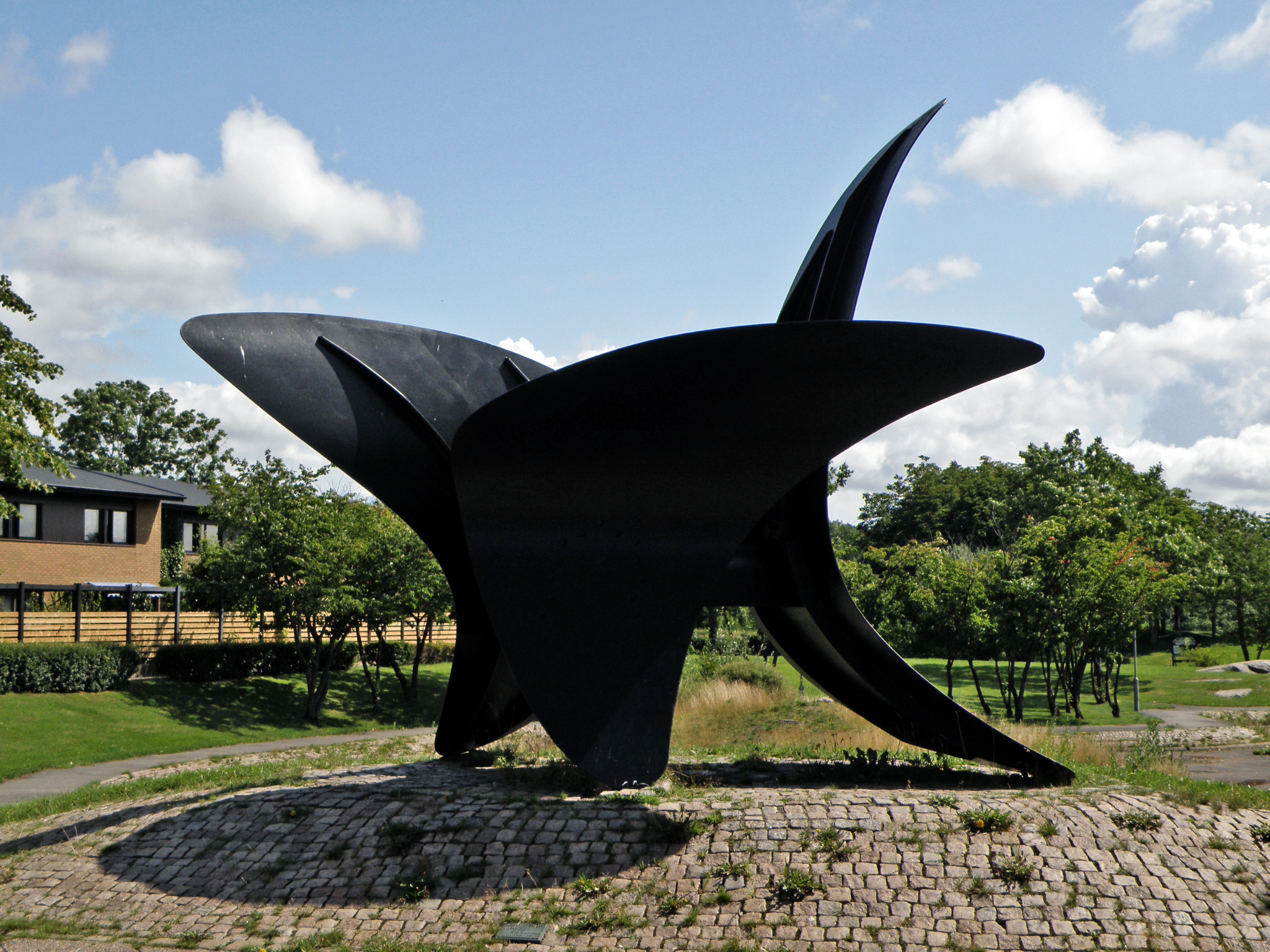
De tre vingarna (The Three Wings) (1967), Blå Stället, Angered, Göteborg, Suedia.
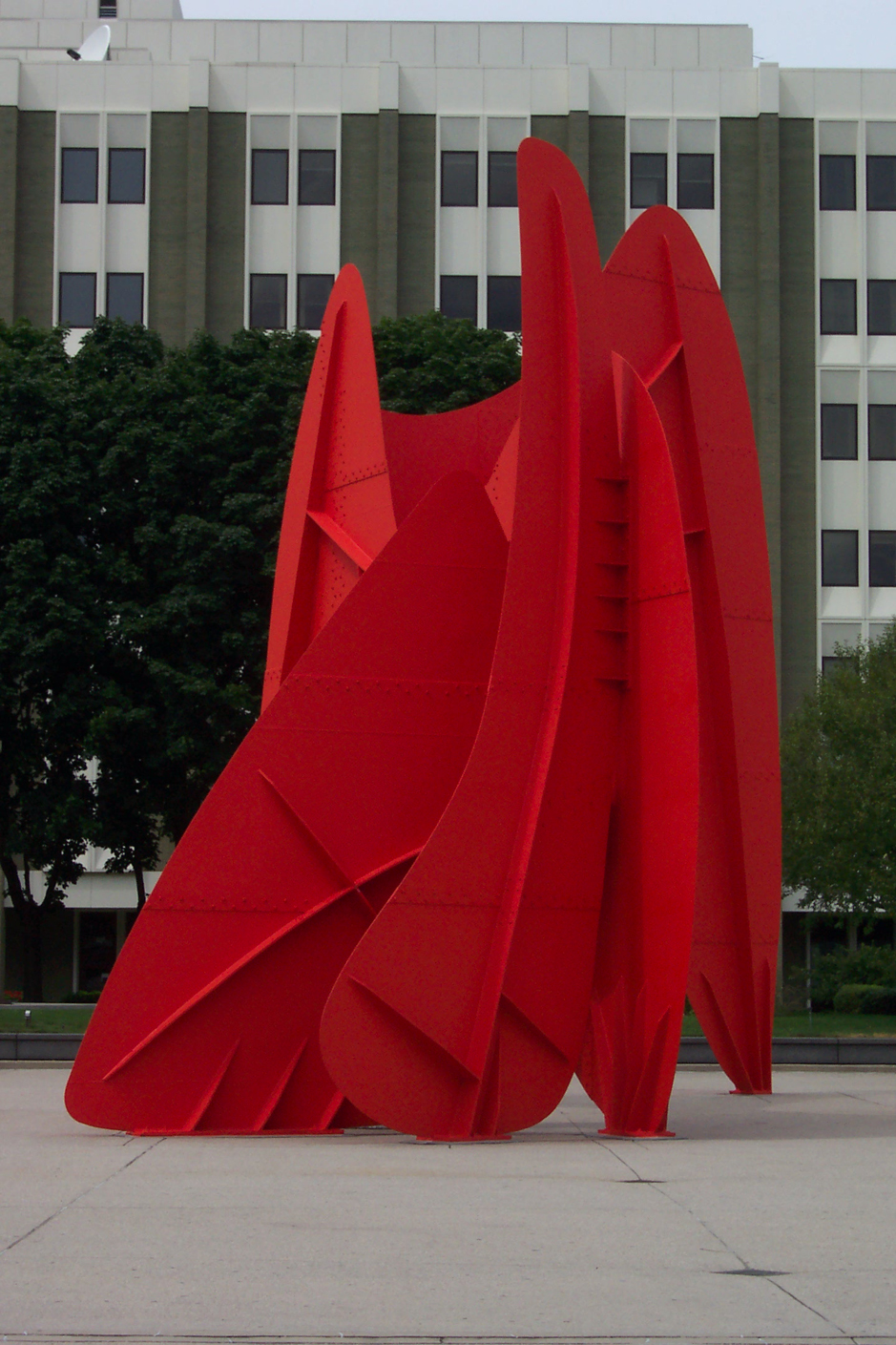
La Grande Vitesse (1969), Grand Rapids, Michigan
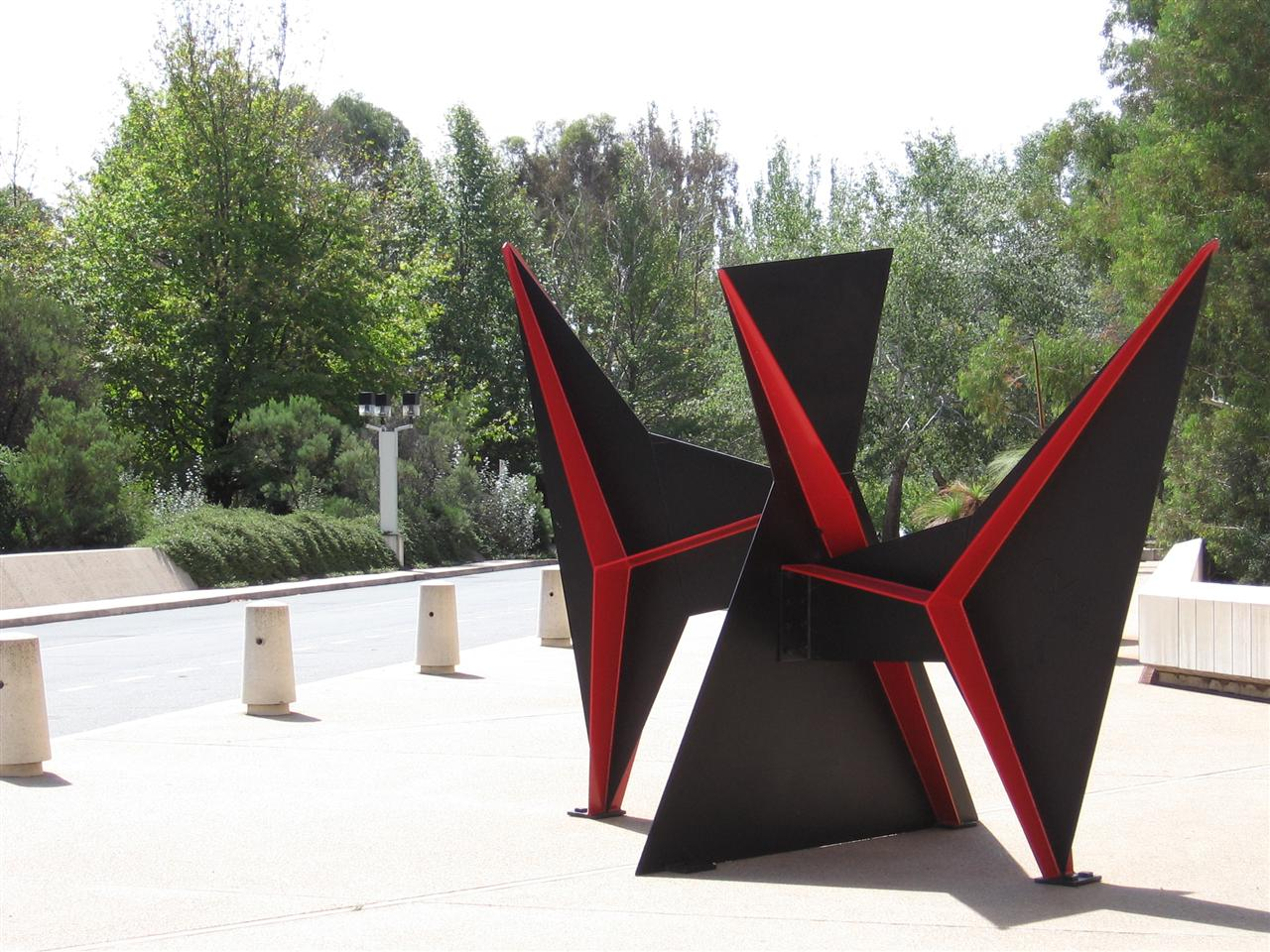
Bobine (1970), National Gallery of Australia, Canberra, Australia
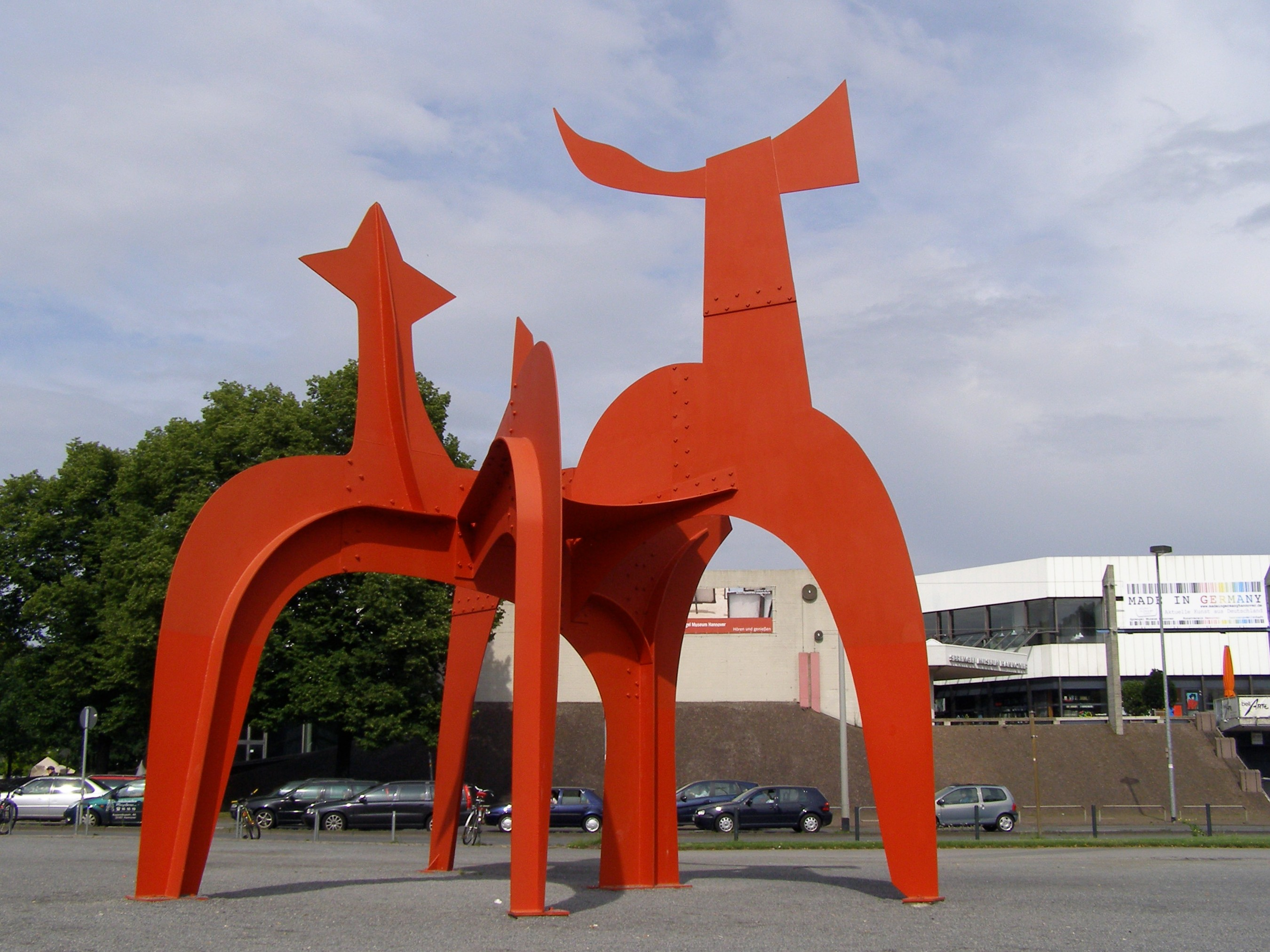
Le Halebardier (1971), Sprengel Museum, Hannover, Germania
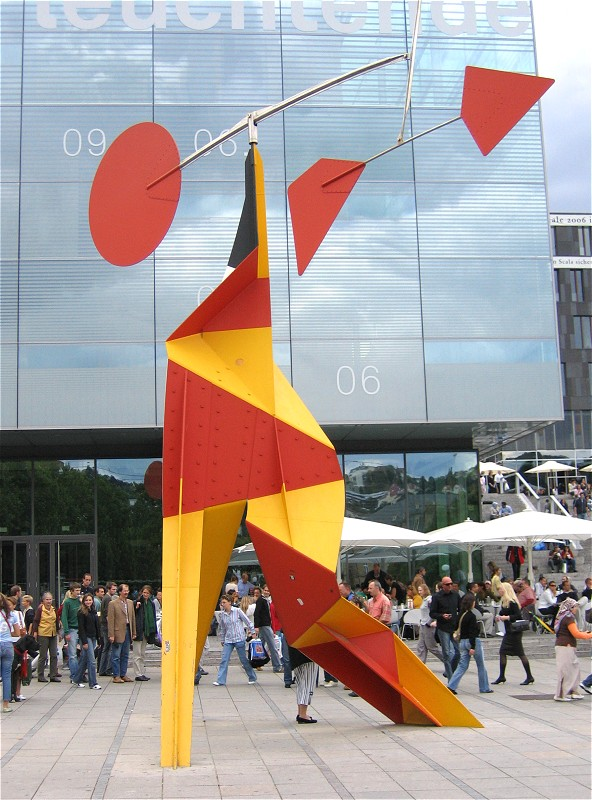
Crinkly avec disc rouge (1973), Schlossplatz in Stuttgart, Germania
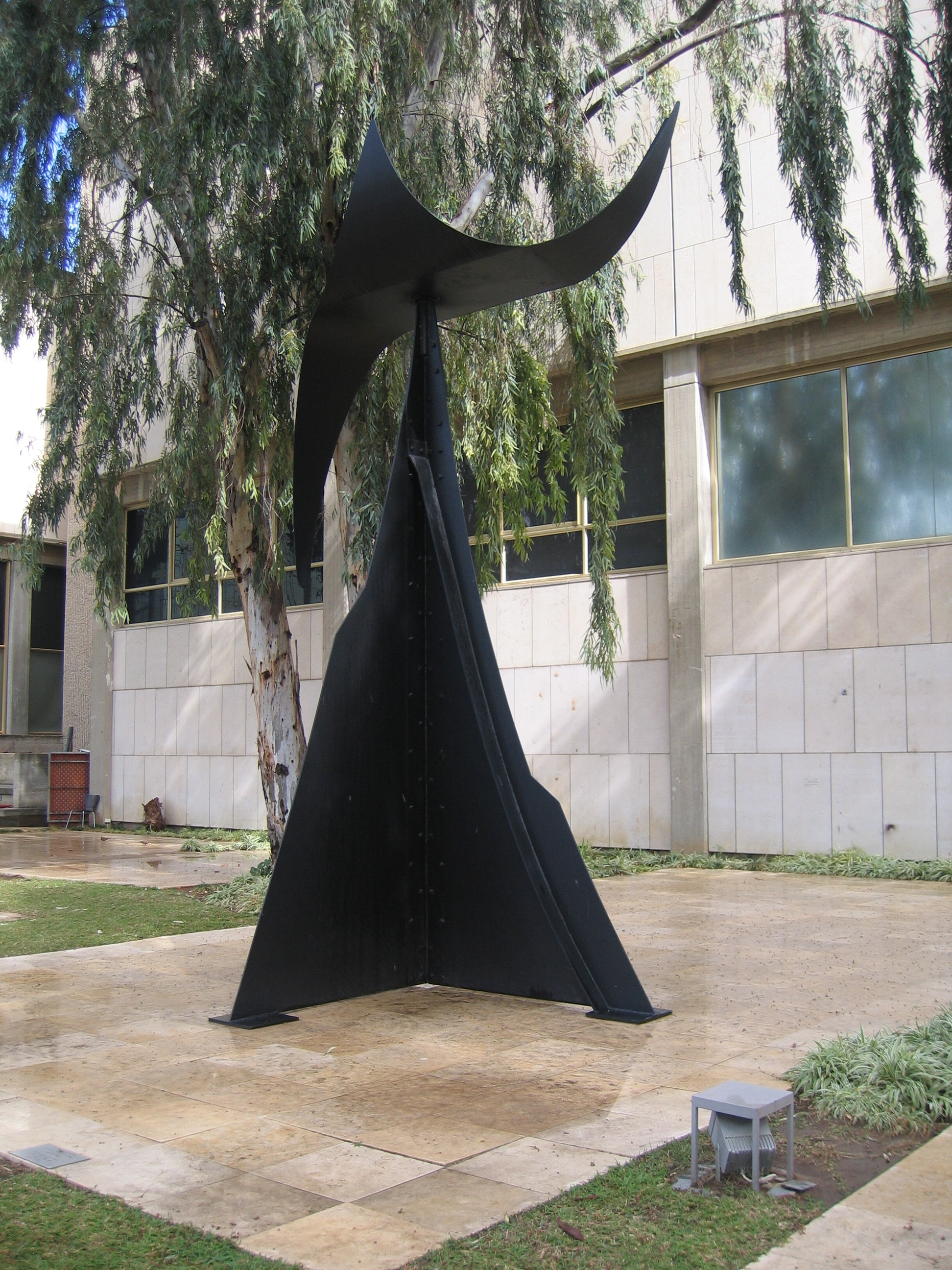
Feuille d'arbre (1974), Tel Aviv, Israel